# Delaney & Bonnie
Delaney & Bonnie; často označováno jako Delaney & Bonnie & Friends; byla americká rocková skupina. Jméno vzniklo podle dvou frontmanů skupiny, Delaney a Bonnie Bramlettových. Ve skupině hráli například i Eric Clapton (Cream, The Yardbirds), Duane Allman, Gregg Allman, George Harrison (The Beatles) nebo Dave Mason (Traffic).

## Diskografie

### Studiová alba
- Home (1969)
- Accept No Substitute (1969)
- On Tour with Eric Clapton (1970)
- To Bonnie from Delaney (1970)
- Motel Shot (1971)
- D&B Together (1972)